# Grzmot: Umysł doskonały
Grzmot: Umysł doskonały – gnostycki utwór z Nag Hammadi (NHC VI,2). "Grzmot" (gr. bronte) to boski głos ujęty w wypowiedziach "ja jestem...". Autor nawiązywał do tradycji mądrościowych, utwór nie wykazuje wyraźnych związków z jakąś doktryną.

## Datowanie
Wg Anne McGuire autor ani data i miejsce powstania utworu nie są znane. Odnaleziony tekst koptyjski datuje się na około 350 n.e., oryginał z pewnością powstał dużo wcześniej.